# Ивашенкова, Екатерина Ивановна
Екатерина Ивановна Ивашенкова (19 марта 1942) — передовик советской медицины и фармацевтики, бригадир фасовщиков Красногорского завода лекарственных трав Министерства медицинской и микробиологической промышленности СССР, Московская область, полный кавалер ордена Трудовой Славы (1986).

## Биография
Родилась в 1942 году в посёлке Нахабино Красногорского района Московской области в многодетной семье рабочих. Завершила обучение в средней школе и трудоустроилась на работу фасовщицей на Московский завод лекарственных трав в посёлке Опалиха Красногорского района Московской области (ныне ОАО "Красногорсклексредства"). 45 лет отдала работе на этом предприятии. В 1960-х годах ей доверили право возглавлять бригаду из 25 работников фасовщиков. К концу пятилетки бригада перевыполнила план и стала передовой на заводе.
Указом Президиума Верховного Совета СССР от 22 апреля 1975 года была награждена орденом Трудовой Славы III степени.
Указом Президиума Верховного Совета СССР от 31 марта 1981 года была награждена орденом Трудовой Славы II степени.
Указом Президиума Верховного Совета СССР от 3 июня 1986 года за высокие производственные показатели и достижения в труде Екатерина Ивановна Ивашенкова была награждена орденом Трудовой Славы I степени. Стала полным кавалером Ордена Трудовой Славы.
Избиралась депутатом Опалиховского поселкового совета, была членом Красногорского горкома КПСС. С 2003 года на пенсии.
Проживает в микрорайоне Опалиха Красногорского района Московской области. 

## Награды и звания
- Орден Трудовой Славы I степени (03.06.1986);
- Орден Трудовой Славы II степени (31.03.1981);
- Орден Трудовой Славы III степени (22.04.1975);
- медали.